# Ville Matti Steinmann
Ville Matti Steinmann (Hamburgo, Alemania, 13 de noviembre de 1992) es un futbolista alemán que juega de centrocampista en el Brisbane Roar F. C. de la A-League. Posee doble nacionalidad; alemana de nacimiento y finlandesa.[cita requerida]

## Trayectoria
Es finlandés pero nació en Hamburgo, Alemania por motivos familiares comenzó jugando al fútbol desde los 7 años en los benjamines del Hamburgo S. V. Hizo su debut en la Bundesliga el 20 de septiembre de 2014 contra el Bayern Múnich. Reemplazó a Nicolai Müller después de 87 minutos en un empate 0-0 en casa. 
Fue cedido al club danés de la Superliga Vendsyssel FF el 31 de enero de 2019 para el resto de la temporada. 

## Clubes
| Club                     | País          | Año       |
| ------------------------ | ------------- | --------- |
| Hamburgo S. V. II        | Alemania      | 2012-2014 |
| Hamburgo S. V.           | Alemania      | 2014-2016 |
| Chemnitzer (cedido)      | Alemania      | 2015-2016 |
| 1. FSV Maguncia 05 II    | Alemania      | 2016-2017 |
| Hamburgo S. V.           | Alemania      | 2017-2019 |
| Vendsyssel FF (cedido)   | Dinamarca     | 2019      |
| Wellington Phoenix F. C. | Nueva Zelanda | 2019-2020 |
| S. C. East Bengal        | India         | 2020-2021 |
| Brisbane Roar F. C.      | Australia     | 2021-     |